# Distretto di Hammam Guergour
Il distretto di Hammam Guergour è un distretto della provincia di Sétif, in Algeria.

## Comuni
Il distretto di Hammam Guergour comprende 4 comuni:
- Hammam Guergour
- Draa Kebila